# Oberamt (Württemberg)

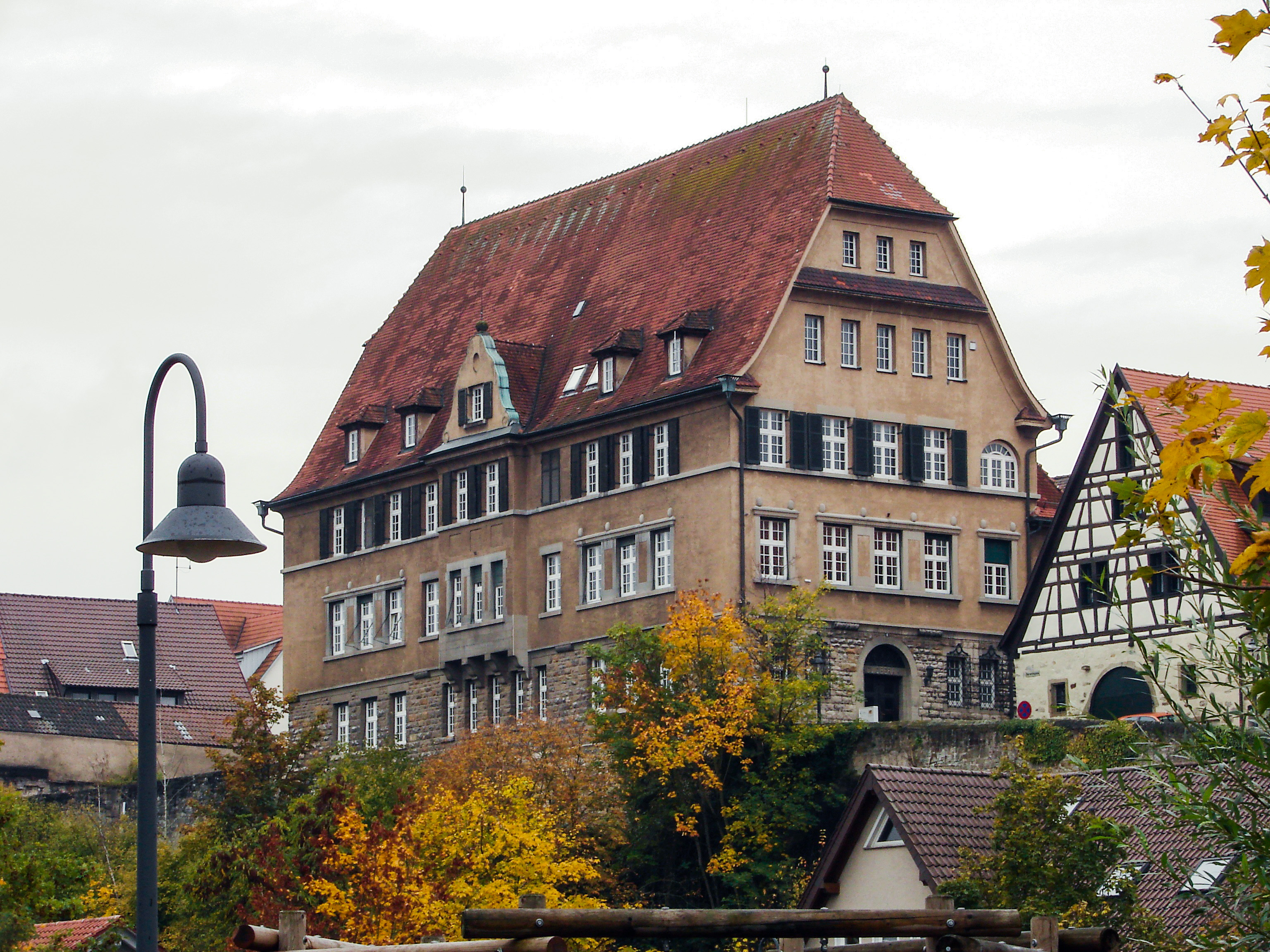
Ehemaliges Oberamtsgebäude von 1908 in Besigheim

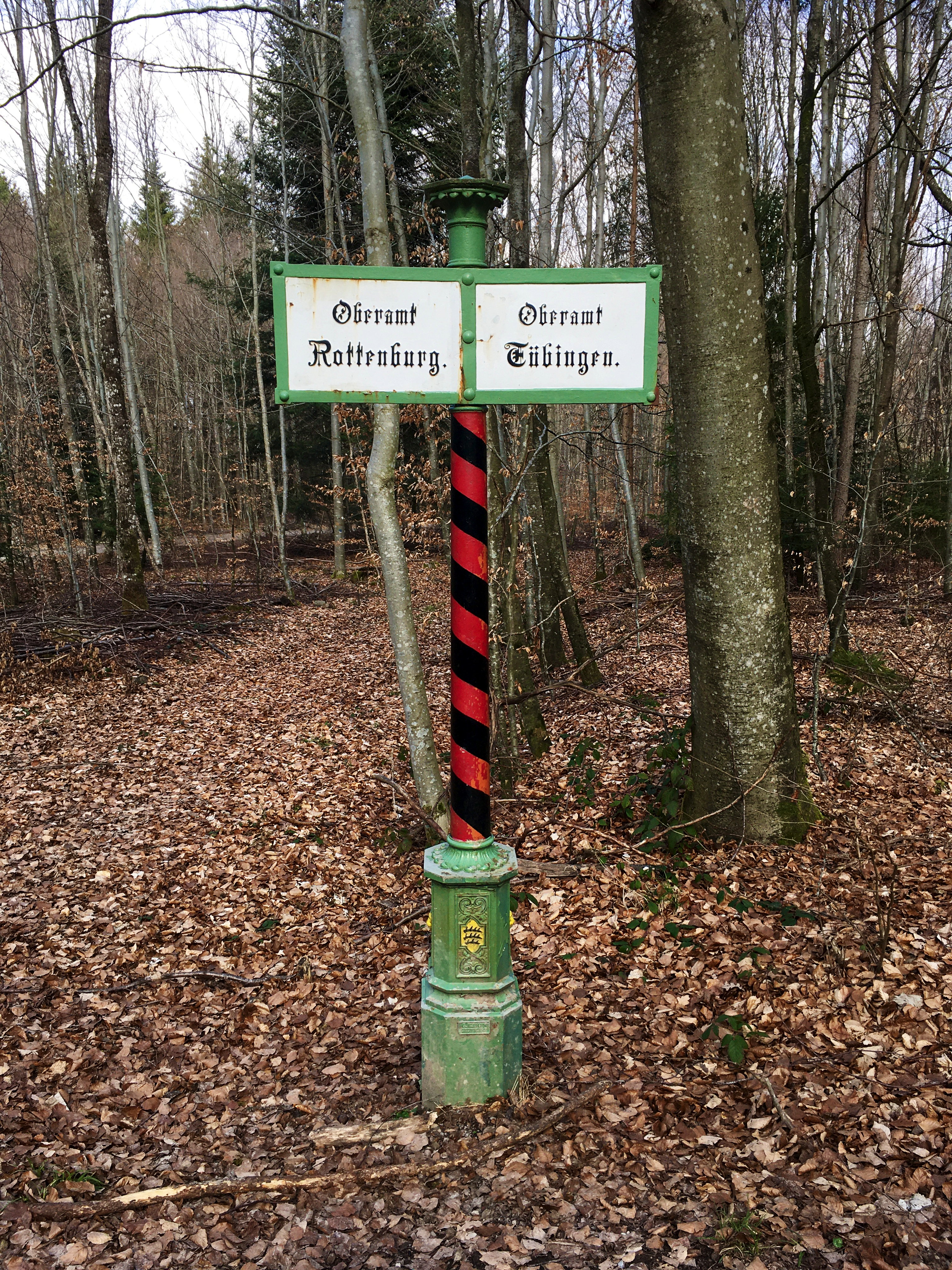
Historisches Grenzschild der Oberamtsgrenze Rottenburg–Tübingen in der Nähe von Dußlingen im Wald

Oberamt war die 1758 anstelle von Amt eingeführte Bezeichnung einer württembergischen Verwaltungseinheit, die bis 1934 gebräuchlich war. Nach der NS-Machtübernahme wurden die Oberämter mit der Württembergischen Kreisordnung in Kreise umbenannt und deren Anzahl 1938 durch Zusammenschlüsse erheblich verringert.

## Geschichte

### Herzogtum
Die Gliederung des Herzogtums Württemberg (bis 1495 Grafschaft) in Ämter genannte Verwaltungseinheiten spiegelte in ihrer Vielfalt das allmähliche Wachsen des Territoriums wider. Neben den weltlichen Ämtern, die den größten Teil des Landes ausmachten, gab es Kloster-, Rentkammer- und Kammerschreibereiämter. In der Regel bestand ein weltliches Amt aus der namensgebenden Amtsstadt und den umliegenden Dörfern als Amtsorten oder Amtsflecken, jedoch unterschieden sich die Bezirke hinsichtlich Fläche und Einwohnerzahl erheblich, und komplizierte Grenzverläufe mit vielen Exklaven kennzeichneten das Kartenbild. Einige größere Ämter, etwa das Amt Urach, gliederten sich in mehrere Unterämter. Zur Präzisierung wurden seit 1758 die Ämter selbst als Oberamt bezeichnet, ohne dass strukturelle Reformen mit dieser Umbenennung verbunden gewesen wären. Der traditionell Vogt genannte herzogliche Beamte, der auf Amtsebene die Verwaltungsgeschäfte leitete, führte ab 1759 den Titel Oberamtmann. Ab jenem Tag sollten alle und jede Nebentitel mit dem Vogtswort sofort aufhören und alleinig der Oberamtsmannsname gültig sein. Er war für die Durchführung der Maßnahmen der Regierung in seinem Amtsbezirk verantwortlich, etwa indem er neue Gesetze veröffentlichte, Beschwerden der Untertanen entgegennahm und an die entsprechenden Oberbehörden weiterleitete. Er verwarnte auch Personen, die nur geringfügig gegen Gesetze verstießen. In der Amtsversammlung berieten Vertreter der Amtsstadt und der Amtsorte über gemeinsame Belange. Zum Beispiel wurde hier entschieden, wie der Straßenbau im Oberamtsbezirk finanziert werden sollte. Die Amtsversammlung wählte auch ihre Abgeordneten für die sogenannte „Landschaft“.

### Königreich
Nachdem zunächst die dem Haus Württemberg als Folge der Umwälzungen der napoleonischen Zeit seit 1803 zugefallenen Gebiete als „Neuwürttemberg“ getrennt verwaltet wurden, leitete das Organisationsedikt von 1806 – Württemberg war mittlerweile zum Königreich aufgestiegen – die Schaffung einheitlicher Strukturen ein. In den folgenden Jahren wurde die Absichtserklärung
Es wird eine zweckmäßige Eintheilung und Vereinigung der Ober- und Stabsämter […] nach und nach getroffen werden.
in die Tat umgesetzt und das ganze Land, ohne Rücksicht auf historische und konfessionelle Verhältnisse, neu in annähernd gleich große Oberämter eingeteilt, deren Zahl sich bis 1810 auf 64, 1819 mit der Aufhebung des Oberamts Albeck auf 63 reduzierte. Eine Sonderrolle nahm die Residenzstadt Stuttgart ein, wo die Stadtdirektion die entsprechenden Aufgaben erfüllte.
Die Oberämter waren dem Innenministerium unterstellt und für alle wesentlichen Bereiche der staatlichen Verwaltung zuständig, lediglich das Finanzwesen lag seit 1806 bei den Kameralämtern. Seit 1814 erhielt jedes Oberamt unter der Bezeichnung Oberamtsarzt einen öffentlichen Gesundheitsbeamten. Gemäß dem damaligen Staatsverständnis waren Verwaltung und Rechtspflege nicht getrennt: der Oberamtmann führte in Personalunion den Vorsitz des Oberamtsgerichts. Kommunale Selbstverwaltung und das Mitspracherecht der Landstände, die bereits unter Herzog Carl Eugen zeitweise eingeschränkt waren, setzte König Friedrich außer Kraft.
König Wilhelm I. trat 1816 die Regierung an und begann gleich mit umfassenden Reformen, die zur Verfassung von 1819 führten und damit Württemberg von einer absoluten in eine konstitutionelle Monarchie umwandelten. Die am 31. Dezember 1818 erlassenen Edikte regelten verschiedene Aspekte der wiederhergestellten kommunalen Selbstverwaltung:
- Die Schultheißereien (Gemeinden) wurden Selbstverwaltungskörper.
- Die Gemeinden eines Oberamts bildeten zusammen die Amtskörperschaft, eine Gebietskörperschaft mit eigenem Parlament (Amtsversammlung) und eigenem Vermögen (Amtspflege).
- Hieraus ergab sich eine Doppelfunktion des Oberamtmanns, der nicht nur wie bisher staatlicher Beamter war, sondern auch als Organ der Amtskörperschaft fungierte.
- Verwaltung und Justiz wurden auf Oberamtsebene voneinander getrennt.

Kapitel V der Verfassung enthielt detaillierte Angaben zum Verwaltungsaufbau und zu den Rechten der Gemeinden und Amtskörperschaften. Insbesondere sah § 64 vor, dass Oberamtsgrenzen nur per Gesetz, also unter Zustimmung des Parlaments, verändert werden konnten. Von dieser Möglichkeit machte man nur sehr sparsam Gebrauch; lediglich 1842 erfolgten größere Änderungen, die rund dreißig Gemeinden betrafen. Eine 1911 von der Regierung eingebrachte Vorlage zur Vereinfachung der Verwaltung im Sinne einer Kostenersparnis sah nur noch 42 Oberämter vor, wurde aber von der Abgeordnetenkammer verworfen.

### Volksstaat
1919 kamen erneut Überlegungen auf, die Zahl der Oberämter zu verringern und die aufgrund der unterschiedlichen Bevölkerungsentwicklung verloren gegangene Gleichförmigkeit wiederherzustellen. Nachdem der Landtag der Aufhebung des Oberamts Cannstatt zum 1. Oktober 1923 zugestimmt hatte, versuchte die Regierung per Notverordnung, gedeckt durch ein Ermächtigungsgesetz, zum 1. April 1924 auch die Oberämter Blaubeuren, Brackenheim, Neresheim, Spaichingen, Sulz, Weinsberg und Welzheim aufzulösen. Die damit hervorgerufenen Proteste führten zum Rücktritt der Regierung, die Notverordnung wurde zurückgenommen und in der Folge lediglich das Oberamt Weinsberg (zum 1. April 1926) aufgehoben.

### NS-Diktatur
1933 wurden die Organe der kommunalen Selbstverwaltung aufgelöst. Nachdem der Oberamtmann bereits seit 1928 nach preußischem Vorbild Landrat genannt wurde, ersetzte die Kreisordnung von 1934 die Bezeichnungen Oberamt durch Kreis und Amtskörperschaft durch Kreisverband, beinhaltete aber noch keine Änderung der Grenzen. Erst mit der Landkreisreform von 1938 wurden 27 der verbliebenen 61 Kreise aufgehoben.

## Oberamtsbeschreibungen
Ab 1824 bis 1886 wurden alle Oberämter statistisch aufbereitet und ihre Geschichte, ihre Gemeinden, Einwohnerzahlen und die Eigenarten ihrer Bewohner ausführlich beschrieben. Im Auftrag der Regierung publizierte das Königlich statistisch-topographische Bureau teilweise recht detaillierte Oberamtsbeschreibungen, siehe Vorwort zur Oberamtsbeschreibung Ellwangen. Sie sind auch heute noch eine sehr wichtige Quelle für Historiker. Per königlichem Dekret waren den Verfassern alle Archive des Landes, auch die der Adeligen, der vormaligen Reichsstädte und Klöster, für diese Werke zugänglich zu machen.
Vielfach bezeichnend ist die Beschreibung der häufig mehrheitlich katholischen neuwürttembergischen Gebiete, z. B. in Oberschwaben aus dem Blick der altwürttembergisch/evangelisch geprägten Stuttgarter Bürokratie (Zitat aus der Beschreibung des Oberamts Ravensburg, S. 29: „Der Charakter der Einwohner wird im Allgemeinen mehr als in anderen benachbarten Bezirken gelobt, er wird als einfach und zutraulich geschildert.“)
Die Oberamtsbeschreibungen sind inzwischen gesuchte und teuer bezahlte Sammlerstücke; in den 1970er Jahren wurden daher alle Bände als Nachdruck neu aufgelegt. Die meisten sind zwischenzeitlich ebenfalls wieder vergriffen. Alle stehen jetzt digitalisiert zur Verfügung, siehe Wikisource.

## Heutige Spuren der Oberamtsgrenzen
Amtsgerichte befinden sich im ehemals württembergischen Gebiet Baden-Württembergs oft in den ehemaligen Oberamtsstädten.
Auch die kirchlichen Verwaltungsstrukturen der Evangelischen Landeskirche in Württemberg spiegeln zum Großteil die früheren Oberämter wider. So befindet sich in den meisten ehemaligen Oberamtsstädten noch heute der Sitz eines Dekanats, dessen Zuständigkeitsgebiet sich mit dem früheren Oberamt deckt. Abweichungen hiervon gibt es hauptsächlich in den mehrheitlich katholischen Gebieten und dort, wo wegen Mitgliederzuwachs neue Dekanate errichtet wurden (z. B. Ditzingen oder Bernhausen).

## Liste der württembergischen Oberämter (1811 bis 1934)

Karte der württembergischen Oberämter, Stand 1926

Da in der Liste eine abweichende Nummerierung verwendet wird, ist eine Auflistung der passenden Nummern entsprechend der Karte zu finden unter Verwaltungsgliederung ab 1924.
|    | Oberamt         | seit 1973 in den Landkreisen                       |
| 1  | Aalen           | Ostalbkreis                                        |
| 2  | Albeck          | Alb-Donau-Kreis                                    |
| 3  | Backnang        | Rems-Murr-Kreis                                    |
| 4  | Balingen        | Zollernalbkreis                                    |
| 5  | Besigheim       | Ludwigsburg, Heilbronn                             |
| 6  | Biberach        | Biberach, Alb-Donau-Kreis                          |
| 7  | Blaubeuren      | Alb-Donau-Kreis, Stadtkreis Ulm                    |
| 8  | Böblingen       | Böblingen                                          |
| 9  | Brackenheim     | Heilbronn                                          |
| 10 | Calw            | Calw, Böblingen                                    |
| 11 | Cannstatt       | Stadtkreis Stuttgart, Rems-Murr-Kreis, Esslingen   |
| 12 | Crailsheim      | Schwäbisch Hall                                    |
| 13 | Ehingen         | Alb-Donau-Kreis, Biberach                          |
| 14 | Ellwangen       | Ostalbkreis, Schwäbisch Hall                       |
| 15 | Esslingen       | Esslingen                                          |
| 16 | Freudenstadt    | Freudenstadt                                       |
| 17 | Gaildorf        | Schwäbisch Hall, Ostalbkreis, Rems-Murr-Kreis      |
| 18 | Geislingen      | Göppingen, Alb-Donau-Kreis                         |
| 19 | Gerabronn       | Schwäbisch Hall                                    |
| 20 | Gmünd           | Ostalbkreis, Göppingen                             |
| 21 | Göppingen       | Göppingen, Esslingen                               |
| 22 | Hall            | Schwäbisch Hall                                    |
| 23 | Heidenheim      | Heidenheim                                         |
| 24 | Heilbronn       | Heilbronn                                          |
| 25 | Herrenberg      | Böblingen, Tübingen                                |
| 26 | Horb            | Freudenstadt, Tübingen, Calw                       |
| 27 | Kirchheim       | Esslingen, Göppingen                               |
| 28 | Künzelsau       | Hohenlohekreis, Schwäbisch Hall                    |
| 29 | Laupheim        | Biberach, Alb-Donau-Kreis, Stadtkreis Ulm          |
| 30 | Leonberg        | Böblingen, Ludwigsburg, Enzkreis                   |
| 31 | Leutkirch       | Ravensburg, Biberach                               |
| 32 | Lorch           | Rems-Murr-Kreis, Ostalbkreis, Göppingen            |
| 33 | Ludwigsburg     | Ludwigsburg, Stadtkreis Stuttgart                  |
| 34 | Marbach         | Ludwigsburg, Rems-Murr-Kreis                       |
| 35 | Maulbronn       | Enzkreis, Ludwigsburg, Karlsruhe                   |
| 36 | Mergentheim     | Main-Tauber-Kreis                                  |
| 37 | Münsingen       | Reutlingen, Alb-Donau-Kreis                        |
| 38 | Nagold          | Calw, Freudenstadt                                 |
| 39 | Neckarsulm      | Heilbronn                                          |
| 40 | Neresheim       | Ostalbkreis, Heidenheim                            |
| 41 | Neuenbürg       | Calw, Enzkreis, Rastatt                            |
| 42 | Nürtingen       | Esslingen, Reutlingen                              |
| 43 | Oberndorf       | Rottweil, Freudenstadt                             |
| 44 | Öhringen        | Hohenlohekreis, Heilbronn, Schwäbisch Hall         |
| 45 | Ravensburg      | Ravensburg                                         |
| 46 | Reutlingen      | Reutlingen, Sigmaringen                            |
| 47 | Riedlingen      | Biberach, Sigmaringen, Reutlingen, Alb-Donau-Kreis |
| 48 | Rottenburg      | Tübingen                                           |
| 49 | Rottweil        | Rottweil, Zollernalbkreis, Schwarzwald-Baar-Kreis  |
| 50 | Saulgau         | Sigmaringen, Ravensburg, Biberach                  |
| 51 | Schorndorf      | Rems-Murr-Kreis, Esslingen, Göppingen              |
| 52 | Spaichingen     | Tuttlingen, Zollernalbkreis                        |
| 53 | Stuttgart Amt   | Stadtkreis Stuttgart, Esslingen, Böblingen         |
| 54 | Stuttgart Stadt | Stadtkreis Stuttgart                               |
| 55 | Sulz            | Rottweil, Zollernalbkreis, Freudenstadt            |
| 56 | Tettnang        | Bodenseekreis, Ravensburg                          |
| 57 | Tübingen        | Tübingen, Reutlingen, Esslingen                    |
| 58 | Tuttlingen      | Tuttlingen, Schwarzwald-Baar-Kreis                 |
| 59 | Ulm             | Alb-Donau-Kreis, Stadtkreis Ulm, Heidenheim        |
| 60 | Urach           | Reutlingen, Esslingen                              |
| 61 | Vaihingen       | Ludwigsburg, Böblingen, Enzkreis                   |
| 62 | Waiblingen      | Rems-Murr-Kreis, Ludwigsburg                       |
| 63 | Waldsee         | Ravensburg, Biberach                               |
| 64 | Wangen          | Ravensburg                                         |
| 65 | Weinsberg       | Heilbronn, Schwäbisch Hall, Hohenlohekreis         |
| 66 | Wiblingen       | Biberach, Alb-Donau-Kreis, Stadtkreis Ulm          |
| 67 | Welzheim        | Rems-Murr-Kreis, Ostalbkreis, Göppingen            |